# Protestantyzm w Wirginii Zachodniej

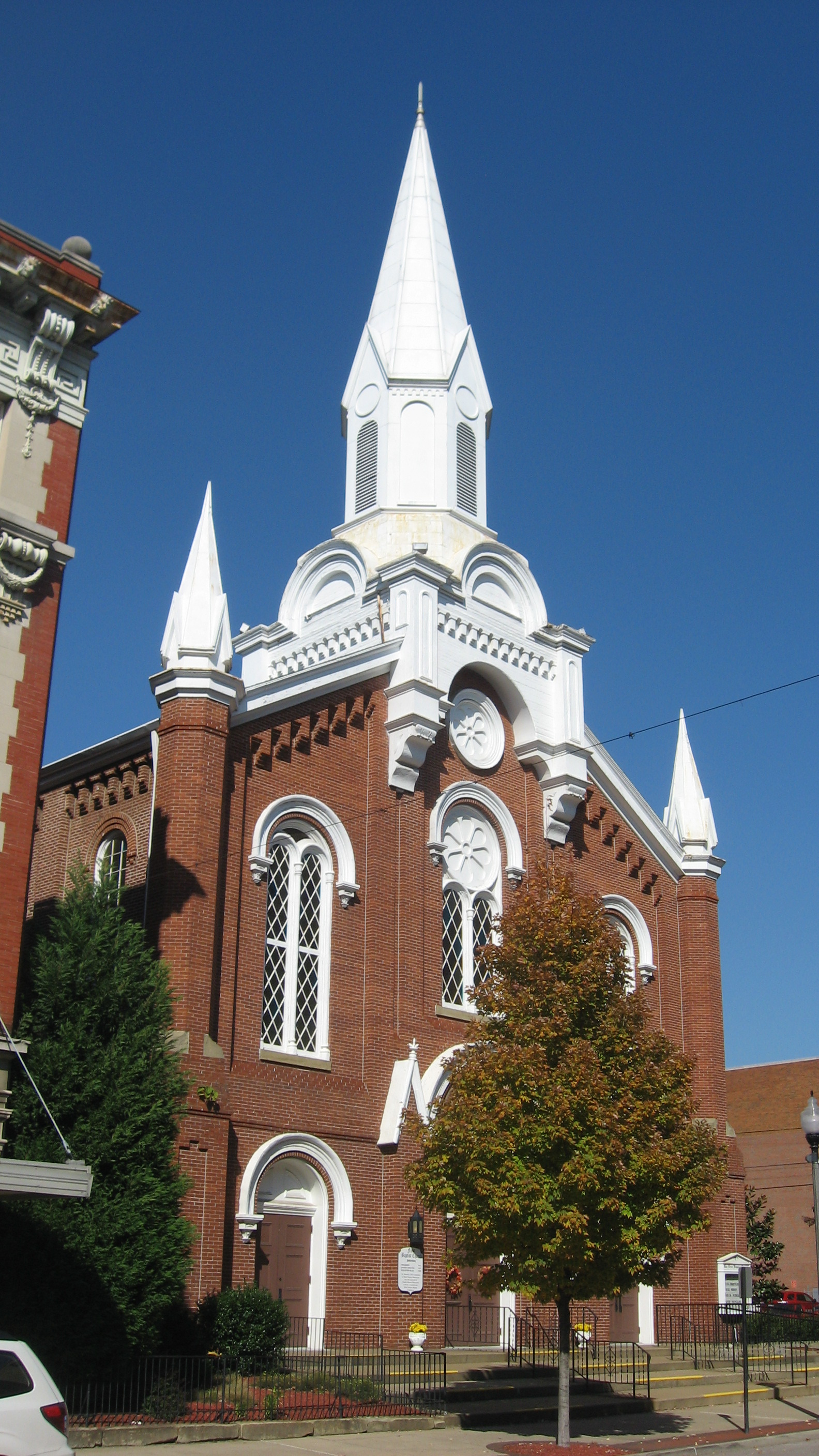
Pierwszy Kościół Baptystyczny w Parkesburgu

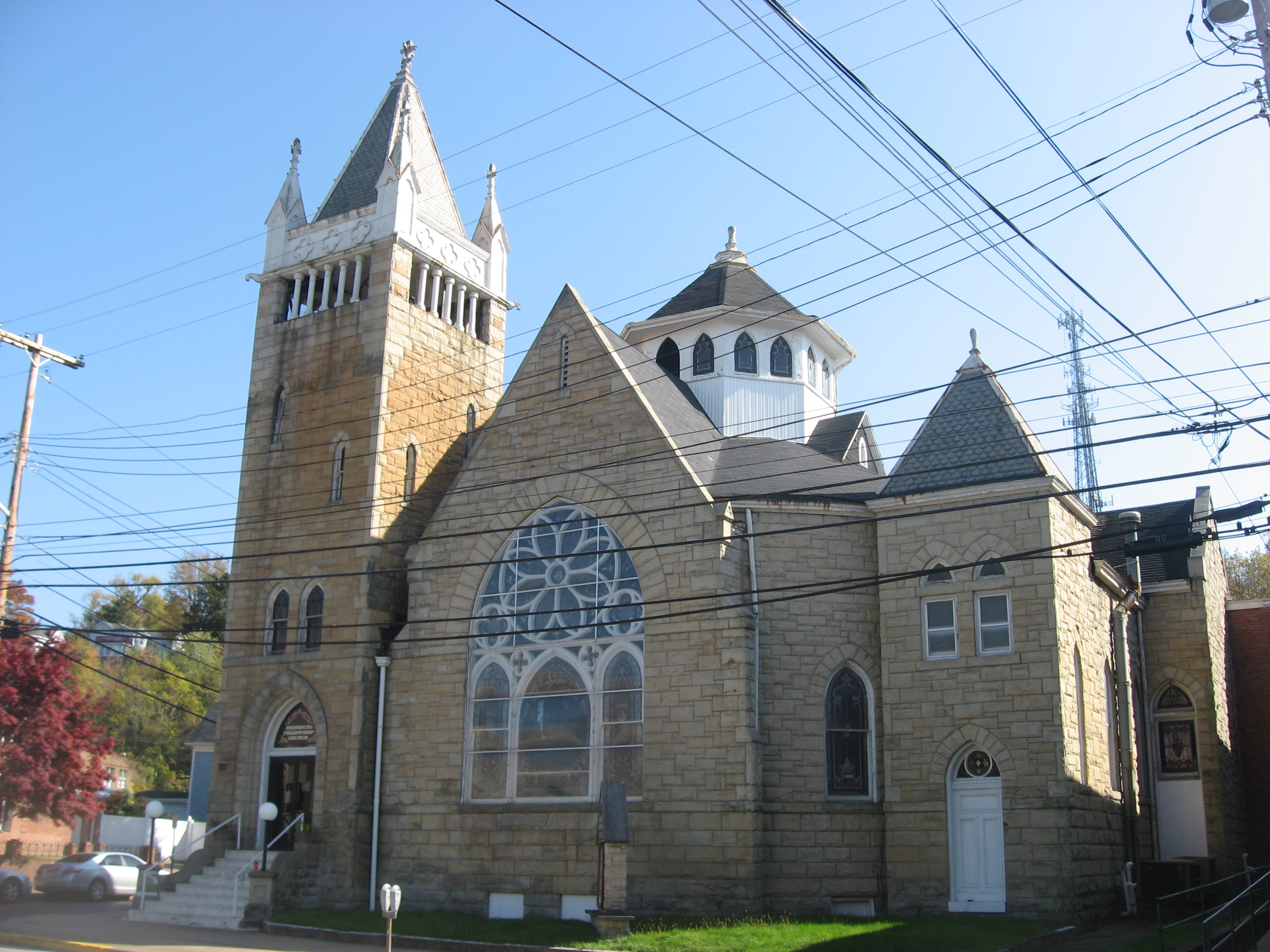
Pierwszy Kościół Prezbiteriański w Parkesburgu

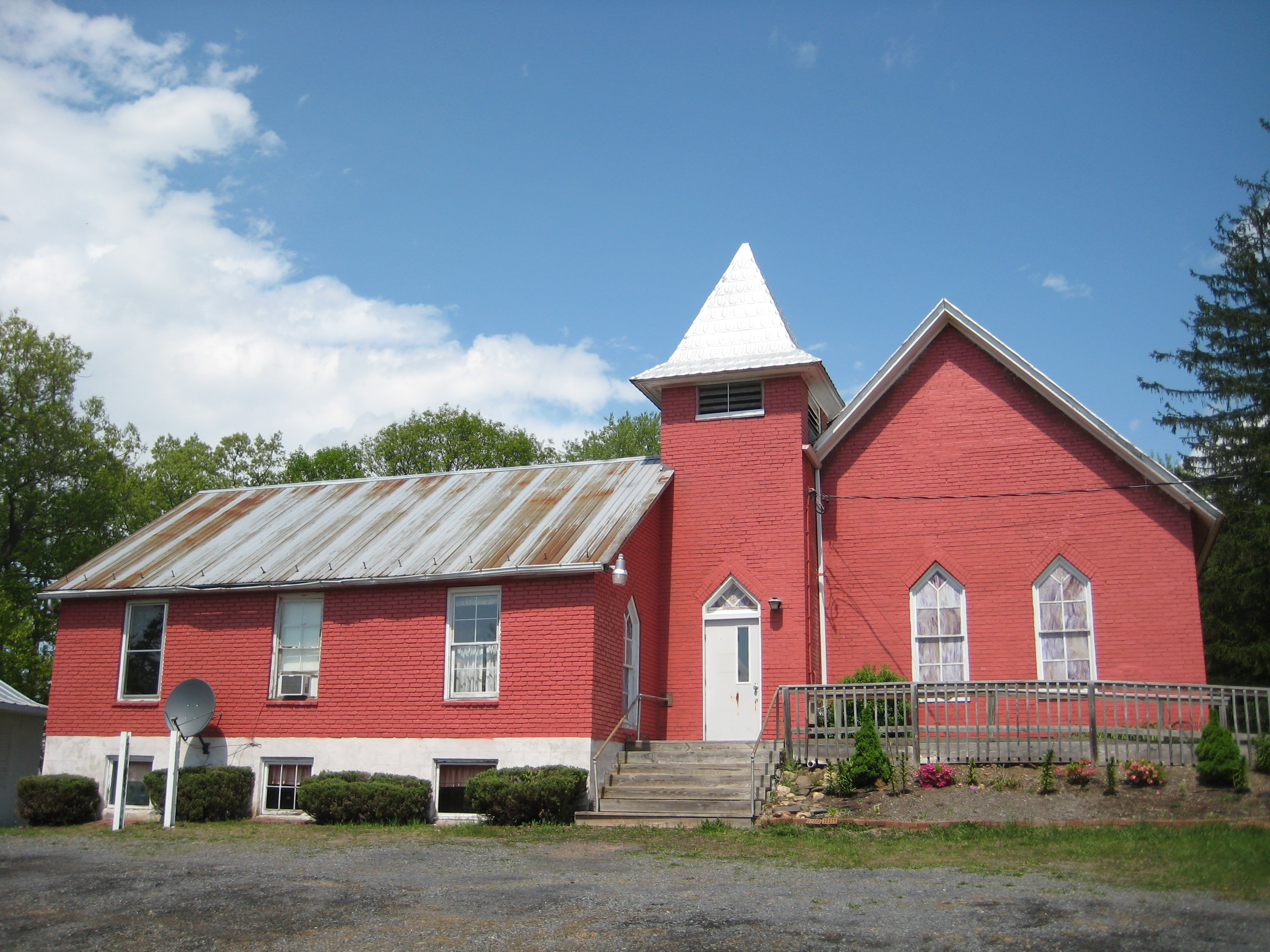
Kościół Adwentystów Dnia Siódmego w Romney

Protestantyzm w Wirginii Zachodniej – społeczność kościołów protestanckich w amerykańskim stanie Wirginia Zachodnia obejmuje 70% ludności. Protestantyzm reprezentowany jest przez trzy główne nurty: ewangelikalizm (39%), protestantyzm głównego nurtu (29%) i historycznych czarnych protestantów (2%). Największe wyznania stanowią: baptyści (29%), metodyści (13%), zielonoświątkowcy (7%) i bezdenominacyjni (6%). Inne mniejsze grupy to: campbellici, prezbiterianie, luteranie, anglikanie, Bracia plymuccy i adwentyści dnia siódmego.
Według sondażu Pew Research Center w 2014 roku odpowiedzi mieszkańców stanu na pytania w sprawie wiary były następujące:
- 77% – „Absolutnie, na pewno wierzę w Boga”,
- 13% – „Prawie, na pewno wierzę w Boga”,
- 3% – „Niezbyt pewnie wierzę w Boga”,
- 1% – „Nie wiem czy wierzę w Boga”,
- 5% – „Nie wierzę w Boga”,
- 2% – inna odpowiedź.

## Dane statystyczne
Największe wspólnoty protestanckie w stanie Wirginia Zachodnia według danych z 2010 roku:
| Lp. | Kościół                                         | Liczba zborów | Liczba członków | Procent ludności |
| --- | ----------------------------------------------- | ------------- | --------------- | ---------------- |
| 1.  | Zjednoczony Kościół Metodystyczny               | 1197          | 136 929         | 7,39%            |
| 2.  | Amerykańskie Zbory Baptystyczne USA             | 381           | 88 193          | 4,76%            |
| 3.  | Bezdenominacyjni protestanci                    | 312           | 71 205          | 3,84%            |
| 4.  | Południowa Konwencja Baptystyczna               | 232           | 42 834          | 2,31%            |
| 5.  | Kościoły Chrystusowe                            | 287           | 22 167          | 1,2%             |
| 6.  | Kościół Boży (Cleveland)                        | 178           | 21 740          | 1,17%            |
| 7.  | Kościół Prezbiteriański USA                     | 196           | 19 689          | 1,06%            |
| 8.  | Kościół Nazarejczyka                            | 125           | 18 305          | 0,99%            |
| 9.  | Zbory Boże                                      | 118           | 15 473          | 0,84%            |
| 10. | Kościół Ewangelicko-Luterański w Ameryce        | 52            | 12 809          | 0,69%            |
| 11. | Kościoły Chrześcijańskie i Kościoły Chrystusowe | 88            | 10 927          | 0,59%            |
| 12. | Narodowe Stowarzyszenie Baptystów Wolnej Woli   | 174           | 9161            | 0,49%            |
| 13. | Kościół Episkopalny                             | 67            | 8529            | 0,46%            |
| 14. | Kościół Chrześcijański (Uczniowie Chrystusa)    | 41            | 7955            | 0,43%            |
| 15. | Kościół Braci                                   | 77            | 7727            | 0,42%            |
| 16. | Zjednoczony Kościół Zielonoświątkowy            | 59            |                 |                  |
| 17. | Narodowa Konwencja Baptystyczna USA             | 22            | 5341            | 0,29%            |
| 18. | Kościół Boży (Anderson)                         | 79            | 4689            | 0,25%            |
| 19. | Zielonoświątkowy Kościół Świętości              | 53            | 4277            | 0,23%            |
| 20. | Kościół Adwentystów Dnia Siódmego               | 43            | 3396            | 0,18%            |
| 21. | Afrykański Kościół Metodystyczno-Episkopalny    | 23            | 2748            | 0,15%            |
| 22. | Armia Zbawienia                                 | 16            | 2561            | 0,14%            |
| 23. | Zielonoświątkowy Kościół Boży                   | 22            | 2394            | 0,13%            |
| 24. | Chrześcijański i Misyjny Sojusz                 | 19            | 2212            | 0,12%            |